# Gina Miller
Gina Nadira Miller (Guyana, 19 aprile 1965) è un'imprenditrice britannica.

## Biografia
Gina Nadira Miller è una imprenditrice e filantropa inglese, figlia di Doodnauth Singh, deputato al Parlamento della Guyana Britannica. È principalmente nota per essersi opposta alla “Brexit” (il processo di uscita del Regno Unito dall'Unione europea), sollevando la tesi presso la Corte Suprema d’Inghilterra, da essa accolta nel dicembre 2016, secondo così come l’entrata nell’Unione europea fu decisa con un atto del Parlamento, così anche l’uscita deve essere stabilita da un atto legislativo del Parlamento, che può anche differire dall'esito referendario. Gina Miller, assai nota presso l'opinione pubblica inglese, è stata definita nel 2017 come "la donna di colore più influente nel Regno Unito".

## Premi
- Nel 2021 ha ricevuto il Women of Europe Awards nella categoria nella categoria "Woman in Action".[2]